# Wiktor Skibniewski
Wiktor Skibniewski herbu Ślepowron (ur. 9 września 1787 w Wołkowcach na Podolu, zm. 28 lutego 1859 w Porzeczu Nowym), syn Andrzeja Skibniewskiego (1750–1787) i Karoliny z Bielowskich (1756–1814); właściciel majątków Wołkowce, Porzecze Nowe i Dunajowce na Podolu. Prezes Sądów Granicznych powiatu płoskirowskiego. Ojciec Bronisława.
Wychowywał się w rodzinnym dworze w Wołkowcach. W 1801 otrzymał potwierdzenie staropolskiego szlachectwa przed Podolską Gubernialną Komisją Legitymacyjną, której po trzecim rozbiorze przysługiwało pod zaborem rosyjskim prawo odbierania dowodów szlachectwa.
Z rekomendacji biskupa kamienieckiego, Franciszka Mackiewicza, otrzymał w 1817 honorową nominację kościelną na Rycerza Złotej Milicji św. Pałacu i Dworu Laterańskiego.
Piastował urząd Prezesa Sądów Miarowych i Granicznych powiatu płoskirowskiego, powołanych do rozstrzygania sporów granicznych między posiadaczami ziemskimi.
Po rodzicach, Andrzeju, szambelanie królewskim, i Karolinie z Bielowskich, odziedziczył dobra Wołkowce. Następnie dokupił Andrejkowce i Rajkowce. W 1822 nabył od Karola Mniszcha, syna Michała, marszałka wielkiego koronnego, wsie Oleksiniec Podleśny i Słobódkę Oleksiniecką, a w 1830 r. Porzecze Nowe z rezydencją Mniszchów. W 1850 zakupił od Wincentego Krasińskiego klucz dunajowiecki, obejmujący oprócz miasteczka Dunajowce wsie: Mohylówka, Zastawie, Sieczyńce, Panasówka, Muszkotyńce, Antonówka, Wincentówka, Hołozubińce, Iwankowce i Jackowce.  W chwili śmierci jego majątek był szacowany na 32.000 morgów (18.000 hektarów).
Umarł w Porzeczu Nowym w 1859, pochowany został na cmentarzu rzymskokatolickim w Gródku. Z małżeństwa z Antoniną Zaleską (1800–1853), córką szambelana królewskiego, Antoniego Zaleskiego, miał ośmioro dzieci.